# Silberreiher
Der  Silberreiher (Ardea alba, Syn.: Casmerodius albus, Egretta alba) gehört zur Familie der Reiher aus der Ordnung Pelecaniformes. Es werden vier Unterarten unterschieden.
Die Art hat ein sehr großes Verbreitungsgebiet, das weite Teile Ost- und Südeuropas, Nord-, Mittel- und Südamerika, Asien und Afrikas umfasst. Die Art zeigt eine ausgeprägte Neigung zu Wanderungen und wird in zunehmender Zahl auch in den Regionen Mitteleuropas beobachtet, in denen sie kein Brutvogel ist.
Die IUCN (International Union for Conservation of Nature and Natural Resources; deutsch: Internationale Union zur Bewahrung der Natur) stuft den Silberreiher als nicht gefährdet (least concern) ein. Der Bestand wird auf 590.000 bis 2.200.000 Individuen geschätzt.

## Aussehen

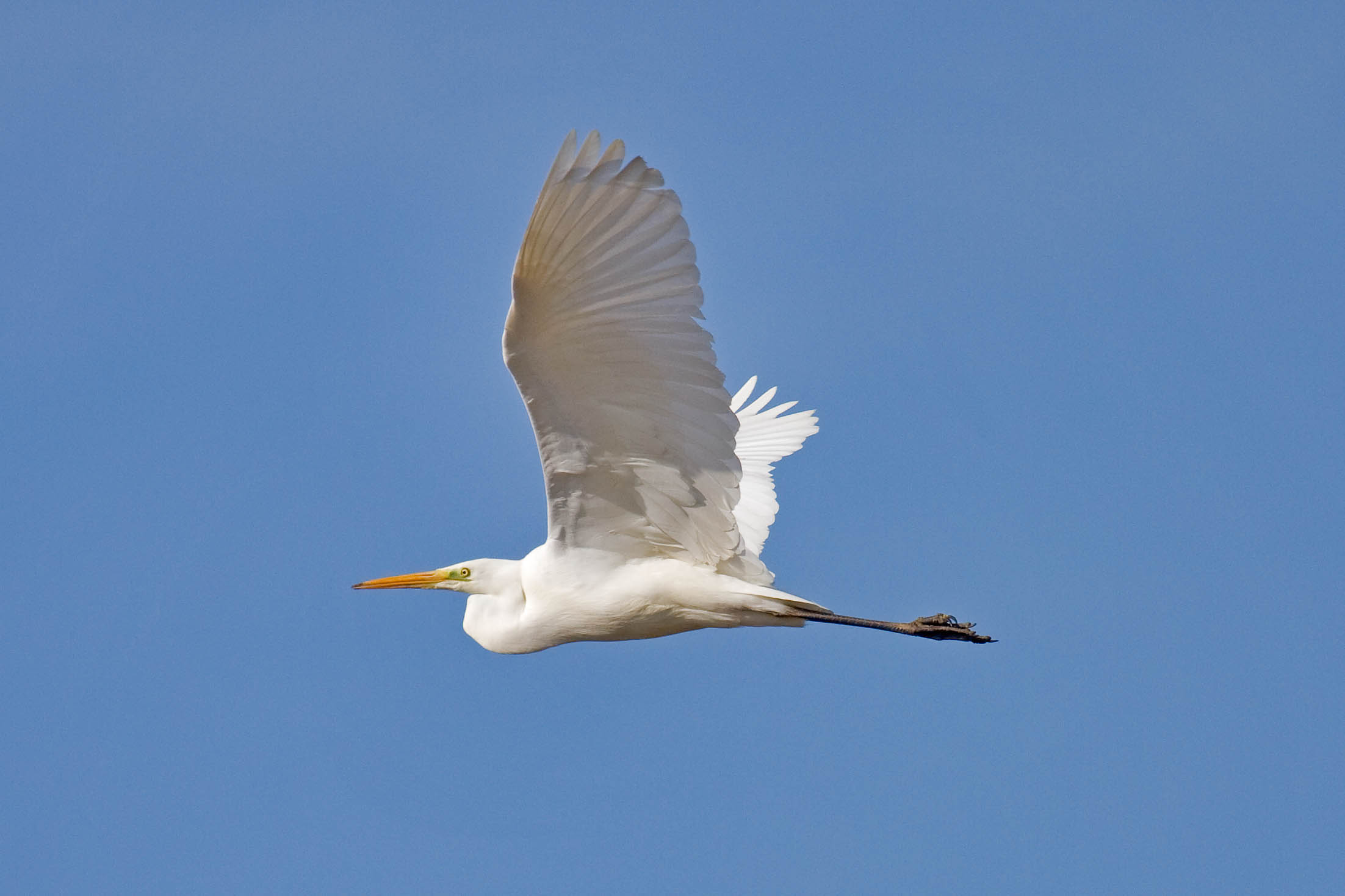
Flugbild mit dem für Reiher typischen eingezogenen Hals

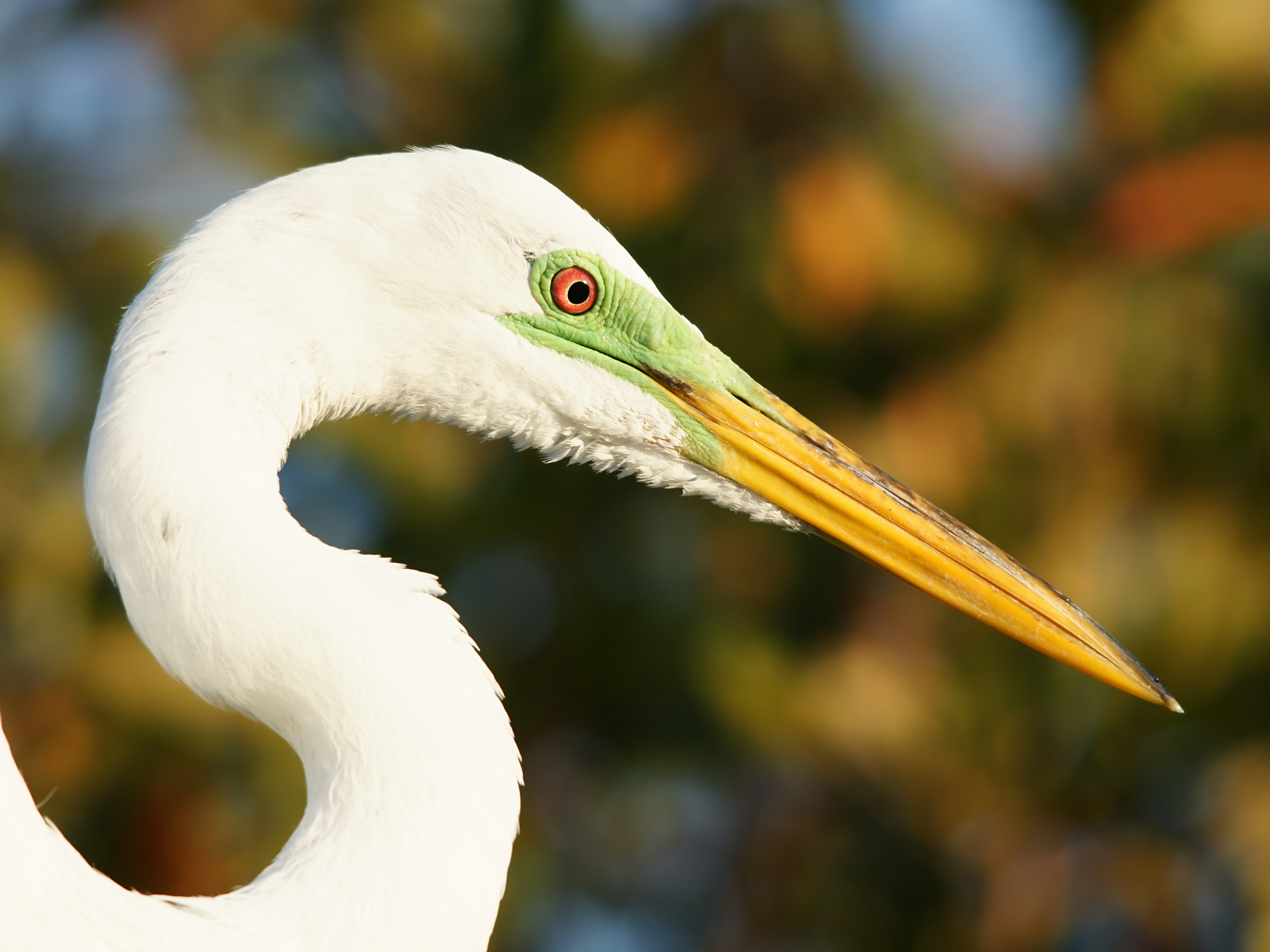
Kopf eines Silberreihers

Der Silberreiher ist ein großer, weißer Reiher mit gelbem Schnabel und dunklen Beinen und Füßen. Seine Länge beträgt 85 bis 100 Zentimeter, die Flügelspannweite beträgt 145 bis 170 Zentimeter und das Gewicht 1 bis 1,5 Kilogramm.
Anders als andere Reiherarten der Gattungen Ardea und Egretta weist der Silberreiher keine Schmuckfedern am Hinterkopf auf. Er bildet stattdessen zur Brutzeit lange, lockere Schulterfedern aus, die lange Seitenäste haben. Während der Balz werden diese radförmig gespreizt. Die Nominatform Ardea alba alba hat dunkel grünlichgraue oder schwarze Beine, die Iris ist gelb und der Schnabel zur Brutzeit schwarz mit einer gelben Basis. Außerhalb der Brutzeit ist der Schnabel gelb bis orange-gelb. Viele Individuen haben eine dunklere Schnabelspitze. Der nackte Zügel und der Orbitalring sind außerhalb der Brutzeit grünlich-gelb und während der Brutzeit hell smaragdgrün.

## Verbreitung

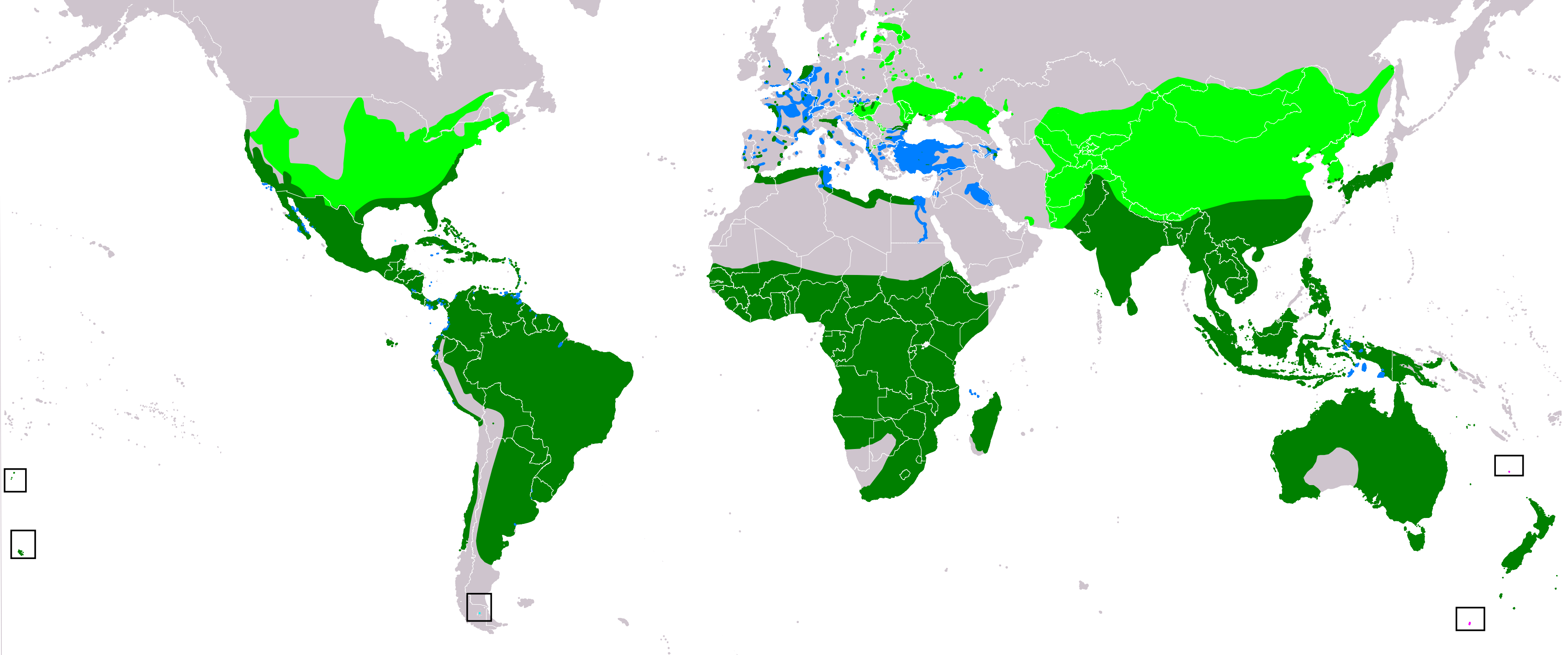
Verbreitungskarte des Silberreihers
Sommer-Brutvogel
Stand-Brutvogel
Gastvogel

Der Silberreiher ist die Reiherart mit der größten geographischen Verbreitung. Als Kosmopolit ist er auf allen Kontinenten bis auf Antarktika anzutreffen. Außer auf dem amerikanischen Doppelkontinent, den er im Norden bis Südkanada besiedelt, kommt er in Süd- und Mitteleuropa, in Afrika, im Nahen Osten sowie in Australien und Neuseeland vor. In Mitteleuropa brütet er regelmäßig am Neusiedler See und seit 1992 auch in den Niederlanden. Über einen längeren Zeitraum gab es mehrmals Brutverdacht in Deutschland, so z. B. 2002 an einem oberbayerischen Voralpensee. Nach Angaben des DDA gelang der erste sichere Brutnachweis für den Silberreiher in Deutschland im Jahr 2012 im äußersten Nordosten, wo sich zwei Paare in einer Graureiherkolonie angesiedelt hatten. In Großbritannien wurde 2012 das erste Mal ein brütendes Paar gesichtet.
Silberreiher sind Teilzieher. Ab Juli kommt es zu einer ungerichteten Zerstreuungswanderung der Jungvögel. Adulte Vögel ziehen im Zeitraum September bis November aus den Brutarealen ab. Allerdings bleiben sie in milden Wintern in der Nähe der Brutgebiete oder zeigen später Winterfluchtbewegungen. Überwinternde Silberreiher können beispielsweise am Bodensee beobachtet werden. Ende Februar bis Anfang April kehren die Silberreiher in ihre Brutkolonien zurück.

## Lebensraum
Der Silberreiher lebt in Schilfgürteln an Seen, Flüssen und Altarmen sowie in Sümpfen, die mit Bäumen und Büschen bestanden sind. Außerhalb der Brutzeit hält er sich auch gerne in großflächigen Grünlandgebieten auf. In Australien nutzt er in dieser Zeit auch weiträumige Flussmündungen.

## Nahrung

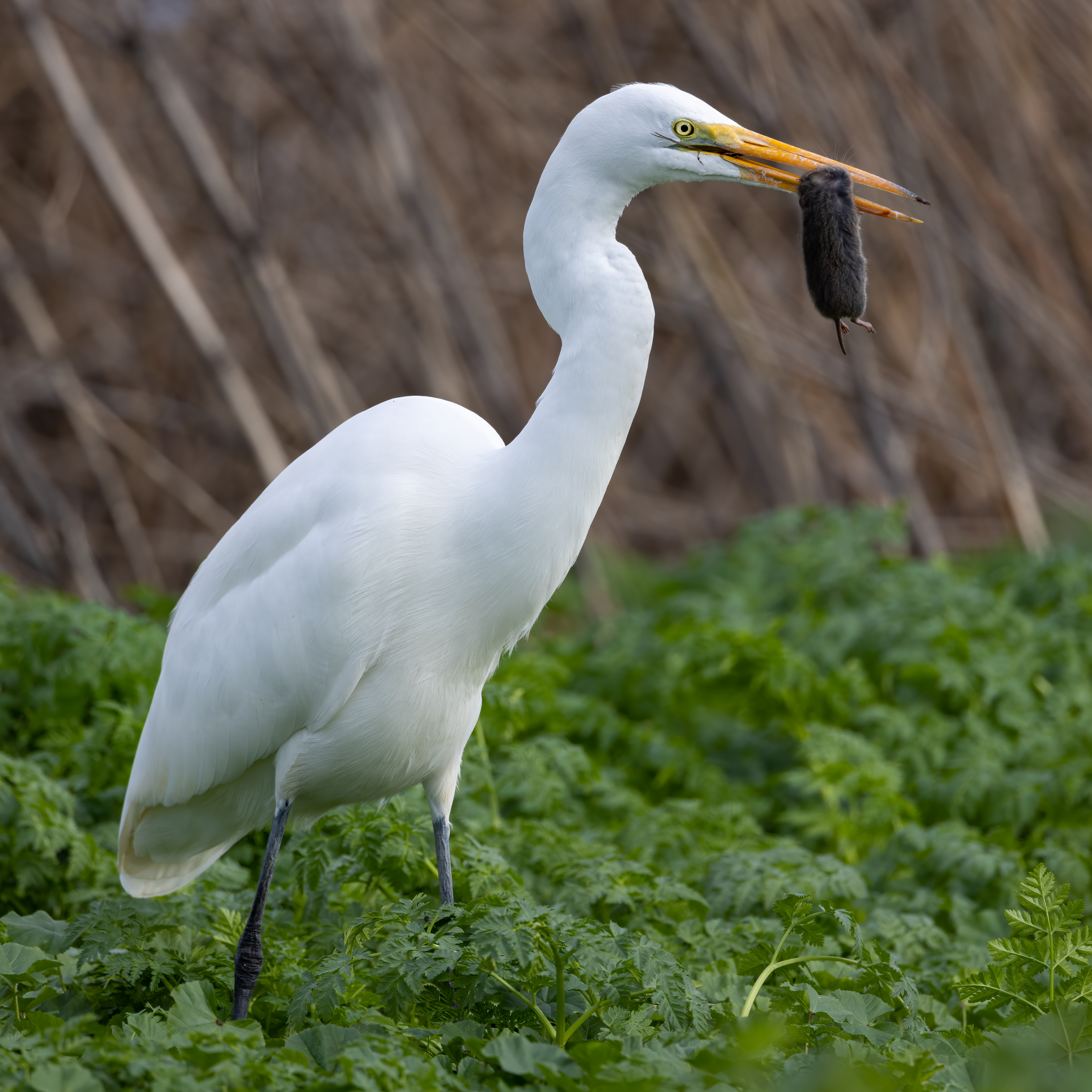
Mit Kalifornischer Wühlmaus (Microtus californicus) im Sacramento National Wildlife Refuge, Kalifornien

Insekten, Amphibien, Fische und Mäuse bilden im Wesentlichen die Nahrung des Silberreihers. Am Niederrhein sucht er vor allem auf den großflächigen Grünlandflächen nach Nahrung. Dabei sucht er regelmäßig die Nähe zu den dort überwinternden arktischen Wildgänsen. Diese fressen das Gras kurz, so dass Silber- und Graureiher dann dort besonders gut nach Mäusen jagen können.
Gewöhnlich findet der Silberreiher seine Nahrung durch ein langsames Waten im Seichtwasser. Dabei wird der Körper mehr oder weniger horizontal gehalten. Alternativ wartet der Silberreiher in starrer Haltung darauf, dass Nahrungstiere in seine Reichweite gelangen.

## Fortpflanzung

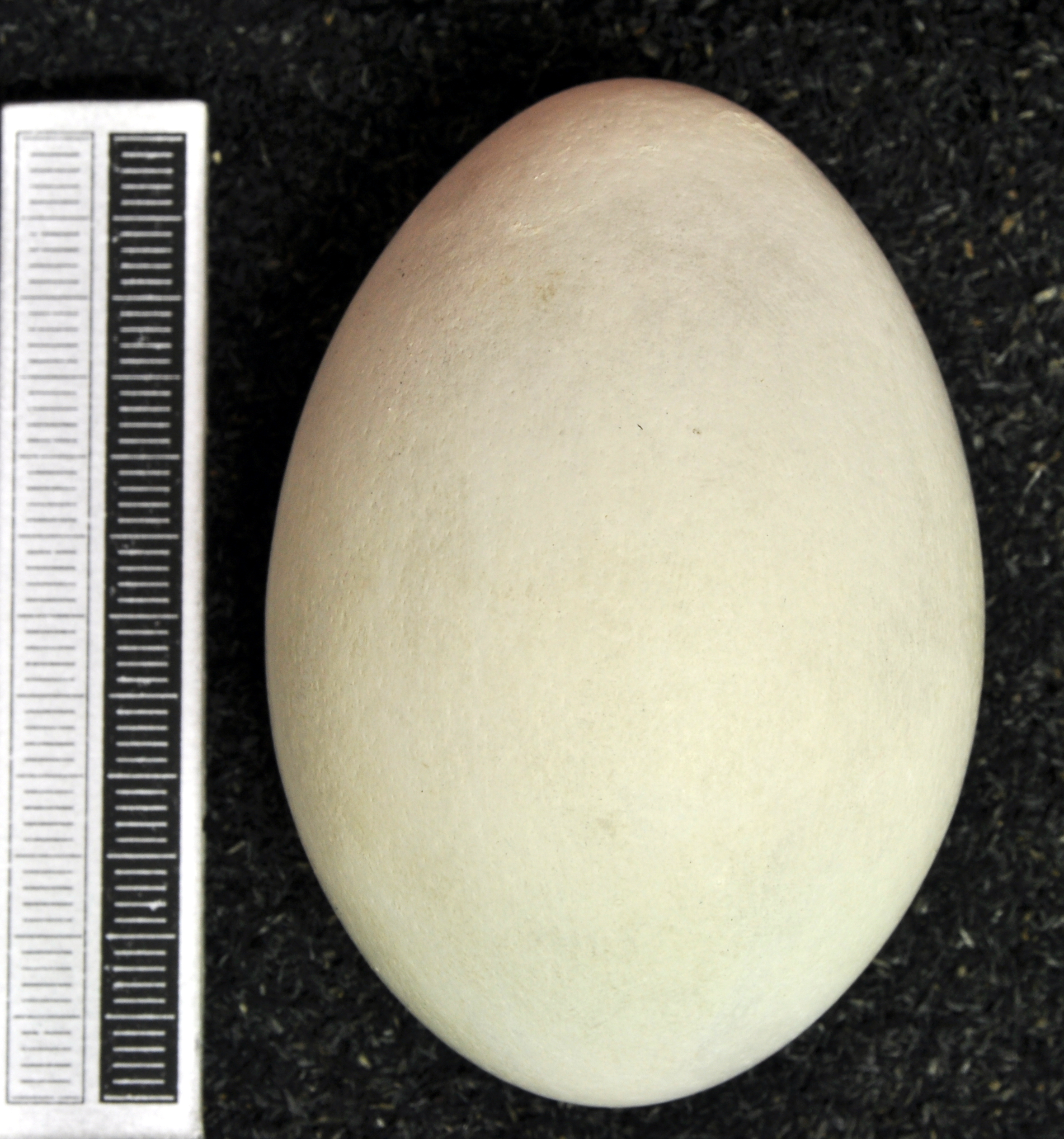
Ei (Sammlung Museum Wiesbaden)

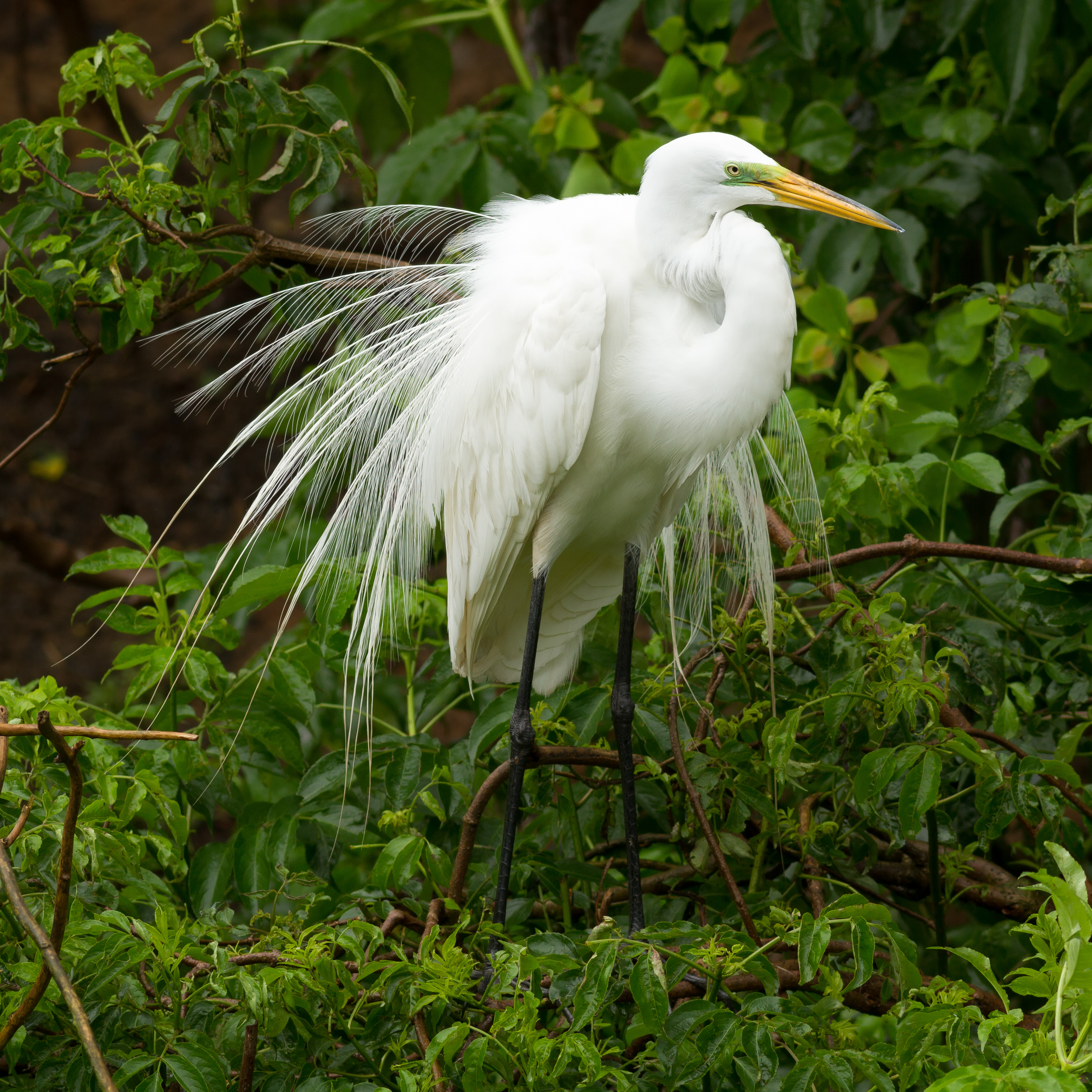
Silberreiher während der Paarungszeit auf High Island, Texas

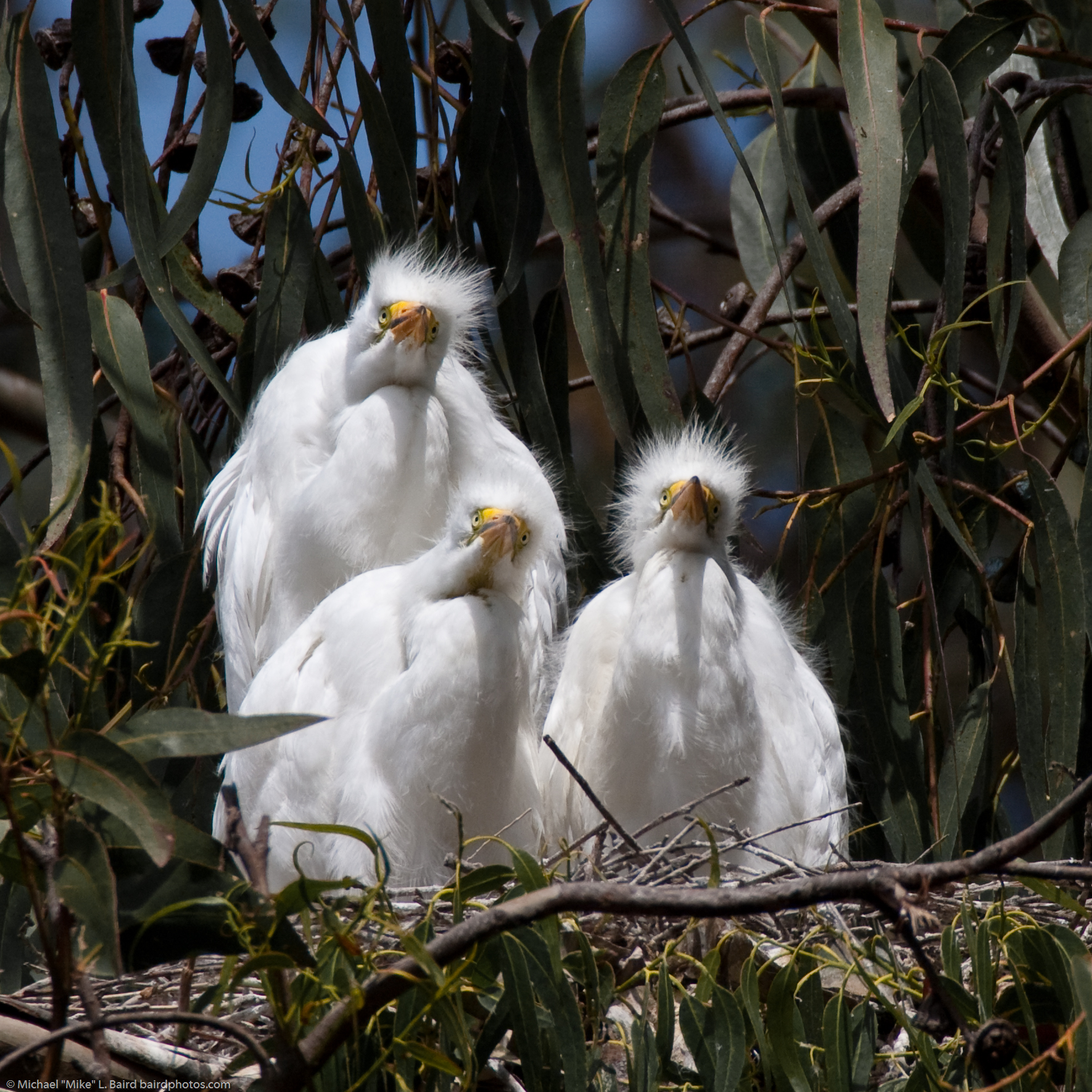
Jungvögel

Silberreiher leben in monogamer Saisonehe und werden im zweiten Lebensjahr geschlechtsreif. Sie brüten in Kolonien, aber auch einzeln. Die bis 100 cm großen Nester werden dicht an dicht auf der Erde erbaut, meist in unzugänglichem Röhricht. Die auffällig weiß gefärbten Schreitvögel sind hier kaum zu entdecken. Es kommt auch vor, dass die Nester in tiefem Gesträuch platziert werden.
Meist werden im April oder Mai im Abstand von zwei Tagen 3 bis 5 hellblaue Eier gelegt, die vom ersten Tag an von beiden Partnern bebrütet werden. Die Jungvögel schlüpfen nach 25–26 Tagen und sind mit 40–50 Tagen flügge. Nachgelege werden beobachtet. 75 % der Jungvögel überleben das erste Lebensjahr nicht.

## Bestand
Gegen Ende des 19. Jahrhunderts und zu Beginn des 20. Jahrhunderts waren Silberreiher in vielen Brutgebieten Europas fast ausgerottet. Es folgten danach mehrere Phasen, in denen sich die Bestände erholten, dann aber erneut zurückgingen. Diese Bestandsrückgänge waren zum Teil bedingt durch schwankende Wasserstände. Seit Mitte der 1970er Jahre nimmt der Bestand in vielen Brutgebieten wieder zu. In Ungarn kam es zur Bildung zahlreicher neuer Kolonien und am Neusiedler See hatten sich 1997 wieder 737 Brutpaare angesiedelt. Zu Bestandsrückgängen kommt es zum einen durch direkte Verfolgung, aber auch durch den Verlust geeigneter ungestörter Altschilfbestände durch Verbauung oder ein Abbrennen der Schilfflächen. Auch Störungen durch Freizeitbetrieb können dazu führen, dass Silberreiher Brutgebiete aufgeben.
Der Bestand ist in Deutschland seit etwa 1985 steigend. Die meisten Silberreiher werden im Herbst und Winter beobachtet. Im September und Oktober liegt der Schwerpunkt in Brandenburg, Sachsen und Bayern, wo vor allem in Feuchtgebieten und Teichen in den letzten Jahren Gruppen von bis zu mehreren Hundert Silberreihern in Sachsen und Brandenburg beobachtet werden konnten. In den Wintermonaten können vor allem in Nord- und Westdeutschland Silberreiher beobachtet werden, wobei der Niederrhein zwischen Duisburg und dem deutsch-niederländischen Grenzgebiet zwischen Kleve und Nijmegen mit rund 150 Überwinterern ein Schwerpunkt zu sein scheint. Hier erscheinen im August und September die ersten Silberreiher. Von Oktober bis März werden die größten Bestände festgestellt. Seit 1992 kam es in Deutschland wiederholt zu Meldungen von Brutverdachten beim Silberreiher. Der erste richtige Brutnachweis wurde erst 2012 in Mecklenburg erbracht. In der Graureiherkolonie in Niederhof am Strelasund, in der bereits 2009 und 2010 Brutverdacht bestand, brüteten zwei Paare. Zwei Jungvögel wurden beobachtet.
In Österreich, wo er außer am Neusiedler See kaum vorkommt, steht der Silberreiher auf der Roten Liste der gefährdeten Tierarten.

## Unterarten
Es sind folgende Unterarten bekannt:
- Ardea alba alba Linnaeus, 1758[10] kommt im zentralen Europa über das nordöstliche Asien und südlich bis ins nördliche und zentrale Afrika sowie das südliche Asien vor.
- Ardea alba melanorhynchos Wagler, 1827[11]	ist in Afrika südlich der Sahara verbreitert.
- Ardea alba modesta Gray, JE, 1831[12] kommt im südlichen und östlichen Asien bis Mindanao,das Malaiischer Archipel und Australasien vor.
- Ardea alba egretta Gmelin, JF, 1789[13]	ist vom südlichen Kanada bis ins südliche Argentinien und südliche Chile verbreitet.

## Etymologie und Forschungsgeschichte
Die Erstbeschreibung des Silberreihers erfolgte 1758 durch Carl von Linné unter dem wissenschaftlichen Namen Ardea alba. Als Verbreitungsgebiet gab er Europa an. 1758 führte Linné auch die neue Gattung Ardea ein. Dieser Begriff leitet sich von lateinisch Ardea ‚Reiher‘ ab. In der römischen Mythologie wurde Ardea dem Erdboden gleichgemacht und aus der Asche erhob sich ein blasser, magerer Vogel, der die Asche von seinen Flügeln schüttelte und traurige Schreie ausstieß. Der Artname alba hat seinen Ursprung in lateinisch albus ‚weiß, sterbensbleich‘. Egretta stammt vom französischen Aigrette für Reiher ab. Modesta hat seinen Ursprung in lateinisch modestus, modus ‚schlicht, bescheiden, anspruchslos, Maß, Standard‘. Schließlich ist melanorhynchos ein Wortgebilde aus μελας, μελανος melas, melanos, deutsch ‚schwarz‘ und ῥυγχος rhynkhos, deutsch ‚Schnabel‘. Alfred Laubmann hatte für sein Werk Die Vögel von Paraguay zwei Bälge, gesammelt von Eugen Josef Robert Schuhmacher (1906–1973) und Hans Krieg (1888–1970) im Gran Chaco und dem und dem Bergland des Río Apa, zur Verfügung. In der Literatur fand er viele Nachweise für das Land, so z. B. am Río Pilcomayo durch Hans Hermann Carl Ludwig von Berlepsch, im Departamento Alto Paraná durch Arnaldo de Winkelried Bertoni, am Río Paraná durch John Graham Kerr,  in Waikthlatingmayalwa im Gran Chaco, in Concepción und in Riacho Verde durch Kerr und in Puerto Pinasco im Departamento Presidente Hayes durch Alexander Wetmore. Zusätzlich erwähnte Laubmann Garza de la grande blanca con manto und Garza de la blanca mayor von Félix de Azara als Nachweis für die Art. Herodias alba maoriana Mathews & Iredale, 1913, Herodias syrmatophorus Gould, 1846 und Ardea timoriensis Lesson, RP, 1831 werden heute als Synonym zu A. a. modesta betrachtet. Timoriensis bezieht sich auf Timor, maoriana auf die Maori, als Bewohner Neuseelands.